# Ryōta Tanabe
Ryōta Tanabe (jap. 田鍋 陵太 Tanabe Ryōta; ur. 10 kwietnia 1993) – japoński piłkarz występujący na pozycji pomocnika. Obecnie występuje w Nagoya Grampus.

## Kariera klubowa
Od 2012 roku występował w klubie Nagoya Grampus.